# Івашко Володимир Антонович
Володи́мир Анто́нович Іва́шко (28 жовтня 1932, Полтава — 13 листопада 1994, Москва) — український радянський державний діяч, 1-й секретар ЦК КПУ (у вересні 1989 — червні 1990 року), голова Верховної Ради Української РСР (у червні — липні 1990 року). Перший та єдиний заступник Генерального секретаря ЦК КПРС (11 липня 1990 — 23 серпня 1991 року).
Член КПРС з 1960. Кандидат економічних наук, доцент. Депутат ВР УРСР 11-го скликання (у 1986—1987 роках). Народний депутат України 1-го скликання (1990 рік). Депутат Верховної Ради СРСР 11-го скликання (у 1987—1989 роках). Народний депутат СРСР у 1989—1991 роках. Член та заступник голови Ревізійної Комісії КПУ в 1981—1986 роках. Член ЦК КПУ в 1986—1991 роках. Кандидат у члени Політичного бюро ЦК КПУ з 8 лютого 1986 по 22 січня 1988 року. Член Політичного бюро ЦК КПУ з 22 січня 1988 по 28 вересня 1990 року. Кандидат у члени ЦК КПРС у 1986—1989 роках. Член ЦК КПРС у 1989—1991 роках. Член Політбюро ЦК КПРС з 9 грудня 1989 по 23 серпня 1991 року.

## Біографія
Народився 28 жовтня 1932 року в місті Полтаві в родині робітника-будівельника.
У 1950—1956 роках навчався в Харківському гірничому інституті, отримав спеціальність гірничий інженер.
У 1957—1962 роках — асистент кафедри економіки та організації гірничих підприємств Харківського гірничого інституту.
У 1962—1966 роках — старший викладач, заступник декана факультету в Інституті гірничого машинобудування, автоматики та обчислювальної техніки в місті Харкові.
У 1967—1973 роках — старший викладач та секретар партійного комітету в Українському заочному політехнічному інституті в місті Харкові. У 1973 році захистив кандидатську дисертацію.
У червні 1973 — квітні 1978 року — завідувач відділу науки і навчальних закладів Харківського обласного комітету КПУ.
У квітні 1978 — лютому 1986 року — секретар з питань ідеологічної роботи Харківського обласного комітету КПУ.
З січня по липень 1980 року був політичним радником при ЦК Народно-демократичної партії Афганістану (Демократична Республіка Афганістан).
8 лютого 1986 — 25 квітня 1987 року — секретар ЦК КПУ з питань ідеологічної роботи.
20 квітня 1987 — 14 грудня 1988 року — 1-й секретар Дніпропетровського обласного комітету КПУ.
12 грудня 1988 — 28 вересня 1989 року — 2-й секретар ЦК КПУ.
28 вересня 1989 — 22 червня 1990 року — 1-й секретар ЦК КПУ.
18 березня 1990 року обраний народним депутатом УРСР.
4 червня 1990 року обраний головою Верховної Ради УРСР (після цього на XXVIII з'їзді КПУ склав повноваження першого секретаря партії).
9 липня 1990 року склав повноваження Голови Верховної Ради УРСР і депутатські повноваження у зв'язку з переходом на роботу в ЦК КПРС на посаду заступника Генерального секретаря ЦК КПРС. Був єдиним в історії, хто займав цю посаду.
Саме ініціатива з боку Івашка стало поштовхом до підписання нового союзного договору, який був реакцією на спробу заколоту Державного комітету з надзвичайного стану (у серпні 1991 р.), відому в радянській історії під назвою «серпневий путч». У цей період займав переважно позицію спостереження за наступними подіями.
Протягом п'яти днів від моменту, коли Михайло Горбачов залишив посаду Генерального секретаря (24 серпня 1991), до розпуску КПРС (29 серпня) формально був «виконувачем обов'язків» Генерального секретаря партії, але фактично був позбавленим можливості проявити себе діями.
Після заборони КПРС в серпні 1991 року остаточно залишив політичну дільність.
З 1992 року — на пенсії. Мешкав в Москві, де й помер 13 листопада 1994 року.

## Нагороди
Нагороджений орденами Трудового Червоного Прапора, Дружби народів, двома медалями СРСР та Демократичної Республіки Афганістан.

## Цікаві факти
З нагоди 70-річчя з дня народження В. А. Івашка Верховна Рада України заснувала з 2002 р. для студентів Харківського національного університету радіоелектроніки, де він навчався та працював, дві стипендії Верховної Ради України його імені.
1 травня 2025 року в місті Харкові було демонтовано меморіальну дошку Володимиру Івашку, яка знаходилася на будинку по проспекту Науки.